# Dwi Tunggal
Dwi Tunggal is een bestuurslaag in het regentschap Rejang Lebong van de provincie Bengkulu, Indonesië. Dwi Tunggal telt 2904 inwoners (volkstelling 2010).